# 加拿大歷史 (1763年—1867年)
自1763年的巴黎条约開始，加拿大殖民地所屬的新法兰西正式成為大英帝国的一部分。 1763 年的皇家宣言以魁北克省的名義擴大了加拿大的殖民地，該省与《1791 年的宪法法案》一起被称为加拿大。根据《1840 年联合法案》，上加拿大和下加拿大合并成为加拿大联合省。
到了 1860 年代，人们開始對在加拿大省和英属北美的其他英国殖民地之间建立一个新的联邦產生興趣，这导致了加拿大自治領在1867 年成立。而今天属于加拿大的其他一些英屬北美殖民地，如纽芬兰和不列颠哥伦比亚省，以及鲁珀特领地等大片领土，最初仍处于新成立的自治領之外。

## 英國统治下的新法蘭西

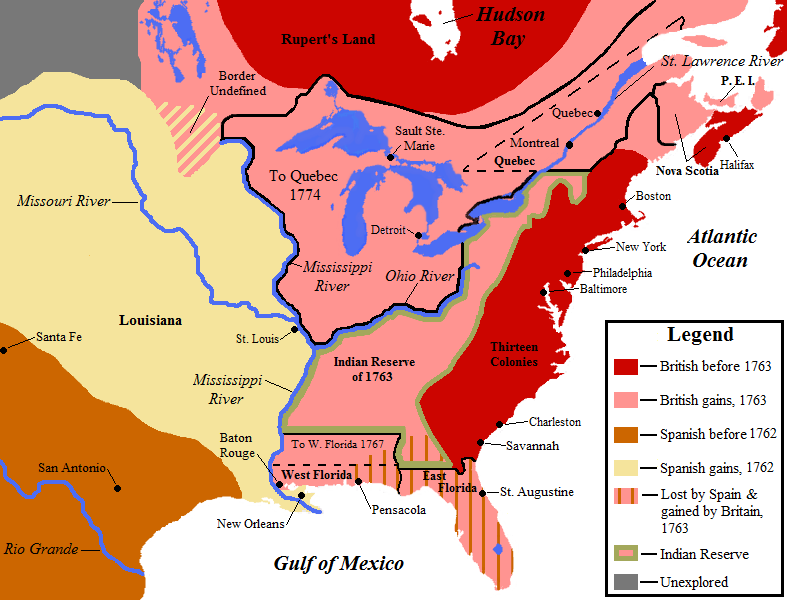
地图以粉红色显示巴黎条约后英国獲得的领土，黄色显示枫丹白露条约后西班牙獲得的领土。

英國在北美的七年战争中征服了整個法屬加拿大。随着 1763 年 2 月 10 日巴黎条约的签署，战争正式结束。作为条约的一部分，法国向英國正式放弃其对除路易斯安那州（已被割让给西班牙）和两个在纽芬兰島對岸的岛屿（圣皮埃尔和密克隆）外的所有北美土地主权。 

### 聖勞倫斯河谷
随着加拿大并入大英帝国，英国控制了圣劳伦斯河沿岸的一片领土，當時该领土至少仍有 70,000 名讲法语的罗马天主教徒，根据《魁北克法案》 ，该领土扩大并更名为魁北克省。縱然许多英国人（包括南部的新英格蘭殖民地）希望法裔加拿大人被同化，但因为《魁北克法案》確立了魁北克的独特治理规则（例如允许法裔加拿大人保留他们的天主教信仰以及法国民法体系等），所以法裔加拿大人的生活方式仍然得到保留。另外，《魁北克法案》亦觸怒了北美十三个英国殖民地，更是後來的不可容忍法案之一，引發了後來的美國獨立。

### 大西洋沿岸
在法国人最终放弃对纽芬兰岛殖民地的主权之前，該地已經被英国人统治了很长时间。尽管有两个岛屿仍为法国渔民所據，但英语社会在 1763 年之前已经在該地區形成。
在海洋省份的其他地区，英国人曾在 1755 年将在阿卡迪亚的许多法国殖民者驱逐到路易斯安那州，形成了卡津族群，因此在 1763 年的海洋省份不会再出現这种情况。剩下的原住民亦已宣誓效忠英国王室。英国在 1710 年征服阿卡迪亚（包括新斯科舍半岛，但不包括今天的新不伦瑞克省），並建立定居点，包括哈利法克斯。哈利法克斯的建立引发了勒卢特神父戰役，这反过来又导致英国人在法国和印第安人战争期间將阿卡迪亚人驱逐出该地区。 随着他们后来占领了布雷顿角岛和爱德华王子岛，驱逐政策也延伸到了那里。少数设法返回该地区的阿卡迪亚人奠定了現時的阿卡迪亚社会。 阿卡迪亚人被驱逐后，新英格兰的莊園主建立了其他定居点。

## 美國革命
在1775 年，美国革命者试图将他们的起义推向魁北克。魁北克的神职人员和地主普遍反对革命者，而说英语的商人和来自北美十三个殖民地的移民普遍支持革命運動，這導致群體中出現矛盾。某些地区（特别是蒙特利尔和圣让之间的地区）更提供了大量支持，更成立民兵公司以支持詹姆斯·利文斯顿（ James Livingston ）為首的革命者。

魁北克受到革命者的攻擊：阿诺德和蒙哥马利探险队的路线

革命者包围了圣让恩堡，并于 1775 年 11 月占领了該地及蒙特利尔。隨後他们进军魁北克城，並在該年 12 月 31 日企图占领该市但終告失敗。在围攻失敗之后，英国援軍于 1776 年 5 月抵达，迫使革命者撤回蒙特利尔。此外，在三河镇的戰事亦告失败，革命者於該年 6 月被赶出该省。与革命者一起离开的有大约 250 名魁北克人，分为两个团：詹姆斯·利文斯顿 (James Livingston) 的第一加拿大团和摩西·哈森 ( Moses Hazen ) 的第二加拿大团。
居住在五大湖区堡垒中的魁北克人也大量支持革命者，并對革命者夺取堡壘方面貢獻良多。在 1781 年，七百多名魁北克民兵加入了革命者，并在约克镇圍城戰役中击败英国人。在此戰役中，法属加拿大最后一位法国总督沃德勒伊侯爵（Marquis de Vaudreuil）的侄子路易斯-菲利普德沃（Louis-Philippe de Vaudreuil）协助阻止英国海军獲取补给，亦在在切萨皮克河战役中解救了康沃利斯的军队。
在新斯科舍省，有一些反对英国统治的骚动，主要是由来自马萨诸塞州的移民乔纳森艾迪（Jonathan Eddy）和约翰艾伦（John Allan）煽动起来的，他们定居在坎伯兰堡（以前的博塞茹尔堡）附近的奇格内克托地峡地区。他们唯一的重要抗爭是坎伯兰堡战役，当时艾迪和马萨诸塞爱国者、阿卡迪亚人和原住民的联合部队于 1776 年 11 月围攻了这座堡垒。而英国援军的到达，打破了围困，艾迪的部队被逼四散。此後艾迪和艾伦一直在现在的缅因州和新不伦瑞克省之间的边界上制造事端。
沿海省份也受到私掠和袭击定居点的影响，私掠者违反了他们私掠許可證的條款。夏洛特敦、爱德华王子岛和新斯科舍省的卢嫩堡亦曾遭受这些袭击。
在美國革命期间和之后，大约有 70,000 名保皇派（Loyalists）逃离了美国。其中，大约 50,000 名保皇派定居於英属北美殖民地，这些殖民地当时包括纽芬兰、新斯科舍、魁北克和爱德华王子岛（于 1769 年建立）。定居在新斯科舍省西部的保皇派希望从哈利法克斯获得更大的政治空間，因此英国于 1784 年將此地分割成新不伦瑞克殖民地。根据《1791 年的宪法法案》，魁北克地區也被分为下加拿大和上加拿大，令定居在魁北克西南部（後來的上加拿大，當今的安大略省範圍）的 8,000 名保皇派拥有一个實行英国法律和體制的省份。
很多在美国革命后来到北方的保皇派是非洲人后裔，其中包括因为曾向英国人效力而获释的前奴隶和 2,000 多名非洲黑奴。  1793 年，随着反奴隶制法案的通过，上加拿大成为第一个颁布立法遏止奴隶制的英国司法管辖区，並逐步废除奴隶制。

## 美國獨立戰爭後
战后，英国在北太平洋扩大了其商业利益，與西班牙在该地区展開激烈的競爭，並在1789 年的努特卡危机中达到顶峰。双方都为战争动员起来，西班牙向法国尋求支持；惟當法国拒绝後，西班牙不得不让步并屈服於英國的要求，並簽署《努特卡公约》。这场危机的结果是英國和西班牙榮辱互見，因为後者实际上放弃了对北太平洋沿岸的所有屬地。 这为英国在该地区的扩张打開大門，英國多次派員在該地區探险。首先是乔治·温哥华领导的海军探险队，該隊探索了太平洋西北部周围的港灣，特别是温哥华岛周围的港灣。 
在陆地上，探险队希望发现一条能通往太平洋的可行河道，以扩大西北公司在北美的毛皮贸易。 1792 年，亚历山大·麦肯齐爵士 (Sir Alexander Mackenzie ) 率领第一支队伍經陸路由阿萨巴斯卡湖经皮斯河和弗雷泽河出发，于 1793 年 7 月 20 日到达靠近现今贝拉库拉的太平洋岸邊。 麦肯齐成为第一个以陸路抵達格兰德河以北，太平洋海岸的欧洲人，比刘易斯和克拉克远征早了 12 年。此后，麦肯齐的同伴约翰芬利在不列颠哥伦比亚省圣约翰堡建立了第一个永久性欧洲定居点。从 1797 年开始，西北公司首先委託大卫·汤普森 ( David Thompson ) 的进一步探索，然后是西蒙·弗雷泽 ( Simon Fraser) 。这些人进入了落基山脉和内陆高原的荒野领土，一直到太平洋沿岸的佐治亚海峡，令英属北美得以向西扩张。 
从 1783 年到 1801 年，大英帝国，包括英属北美（但不包括印度，當時隶属东印度公司，以及后来的印度事務部），由内政部和内政大臣管理，然后从 1801 年到 1854 年由戰爭事務部（成为战争和殖民事務部）和战争和殖民地大臣（更名自戰爭大臣）。从1824年开始，大英帝国被战争和殖民部划分为北美、西印度群岛、地中海和非洲、东部殖民地四个行政部门，其中北美部門包括： 
英屬北美
- 上加拿大、下加拿大（兩加拿大）
- 新不伦瑞克省、新斯科舍省、爱德华王子岛
- 百慕大、纽芬兰

1854 年，殖民地部和戰爭事務部以及殖民地大臣和戰爭大臣分开，划分了大英帝国的民政和军事行政部门。 1854 年后直到 1867 年加拿大自治领联邦成立之前，戰爭事務部将英国殖民地和外国驻地的军事管理分为九个地区：北美和北大西洋；西印度群岛；地中海；非洲西海岸和南大西洋；南非；埃及和苏丹；印度洋；澳大拉西亚；和中国。北美和北大西洋包括以下站点（或驻军）： 
英屬北美和北大西洋
- 新西敏（不列颠哥伦比亚省）
- 纽芬兰
- 魁北克
- 哈利法克斯
- 加拿大西部、金斯敦
- 百慕大

大西洋百慕大群岛（最初由弗吉尼亚公司管理），自 1783 年到 1867 年加拿大自治领建立前与沿海省份归为一类，此后通常与英属西印度群岛的殖民地（尽管英国教会直至1919年，仍继续将百慕大置于纽芬兰主教的管區下）。 

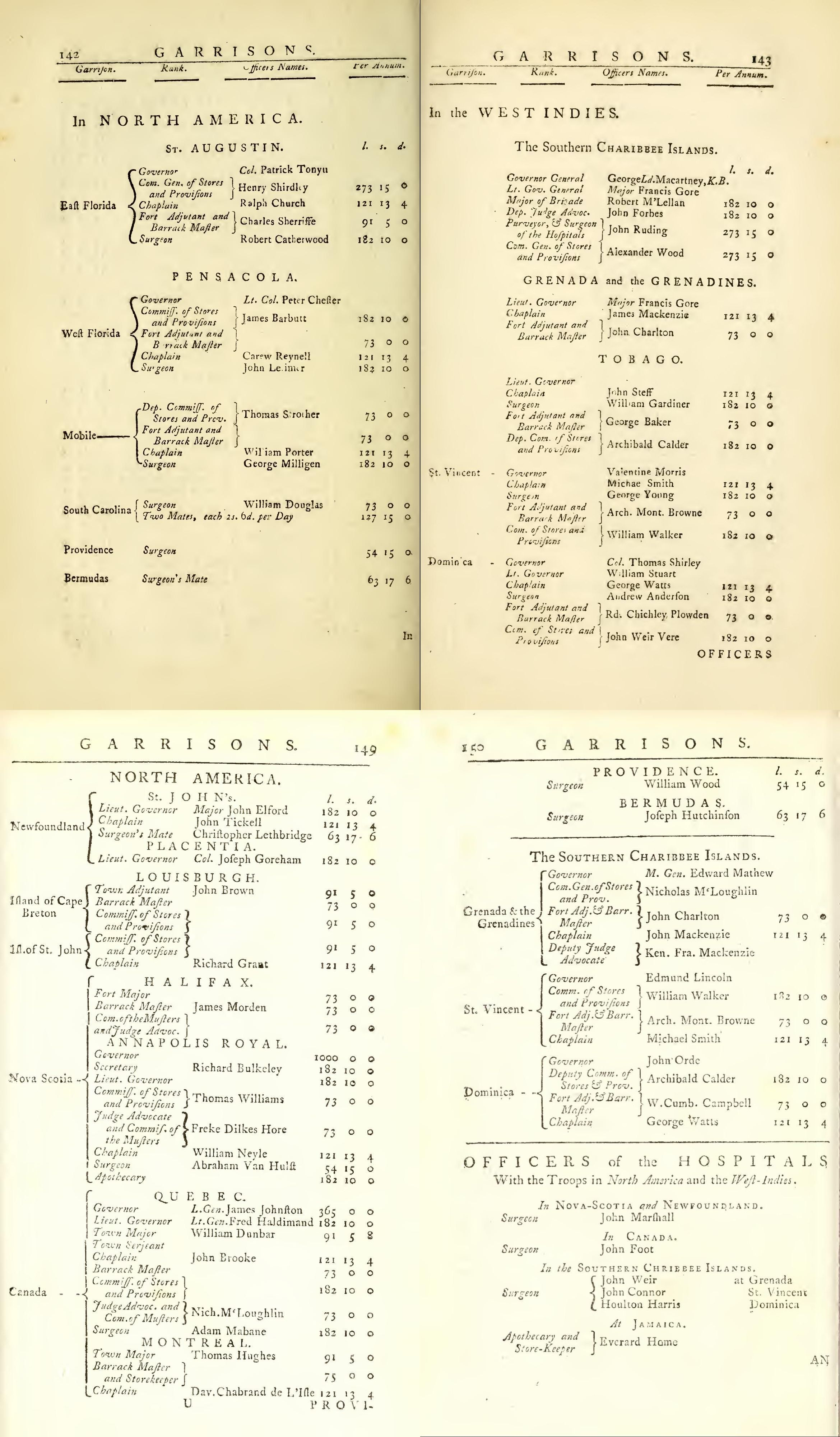
1778 年和 1784 年英属北美和西印度群岛驻军的军事总督和参谋

战后，英國皇家海军花了十几年绘制百慕大周围的堡礁，发现了通往北部泻湖、大峡湾和汉密尔顿港的通道。 1794 年，新設立的北美和西印度群岛艦隊司令，海军中将乔治·默里爵士在圣乔治罗斯山设立百慕大海军部大楼。 1813年，辖区再次成为北美驻地，而西印度群岛划归牙买加驻地，1816年更名为北美和加拿大湖區驻地。最初駐地的總部冬季設於百慕大，夏季在哈利法克斯，但百慕大在 1821 年成为该駐地的全年总部，成为了北美和西印度群岛駐地。 哈利法克斯皇家海军造船厂最终于 1907 年移交予加拿大皇家海军。百慕大和哈利法克斯、新斯科舍以及直布罗陀和马耳他将被指定为帝国要塞。    
1794 年，英国陆军重新在百慕大驻军（在1701 年至 1768 年間則存在一個小型正规步兵驻军，1778 年一部分的皇家驻军营驻扎在那里，但该营于 1784 年解散)，并在 19 世纪进行了大幅擴軍，既是为了保卫作为海军基地的殖民地，也是为了確保能对美国大西洋沿岸发动海陸進攻的能力。
在 1784 年之前，百慕大驻军在美国独立战争期间被置于纽约的美国军事总司令之下，但直到 1860 年代才成为新斯科舍司令部的一部分。 驻扎在百慕大的皇家海军、英国陆军、皇家海军陆战队和殖民地海军陆战队在 1812 年美国战争期间作出了重大貢獻（最著名的是焚烧华盛顿，以报复“在伊利湖北岸肆意破坏私有财产”的美國軍隊），逼使美国军队从加拿大边境撤走。          

在百慕大和纽芬兰建立的英國聖公會（在1978 年更名为百慕大圣公会）分别于 1825 年至 1839 年和 1787 年至 1839 年隶属于新斯科舍教區。从 1839 年起，纽芬兰岛和拉布拉多沿岸以及百慕大成为纽芬兰和百慕大教区的一部分，其主教（奥布里·乔治·斯宾塞是第一任主教）在两个殖民地之间交替居住。一个獨立的百慕大主教会议于 1879 年成立，並在百慕大主教在1919年成為独立职位前，与纽芬兰共享一位主教，（1949 年，纽芬兰成为加拿大的一个省，纽芬兰教区成为加拿大圣公会的一部分；百慕大的英國聖公會于 1978 年重新命名为百慕大圣公会，如今是英國聖公會由坎特伯雷大主教监督的六个省外圣公会教堂之一。）  

## 1812年战争

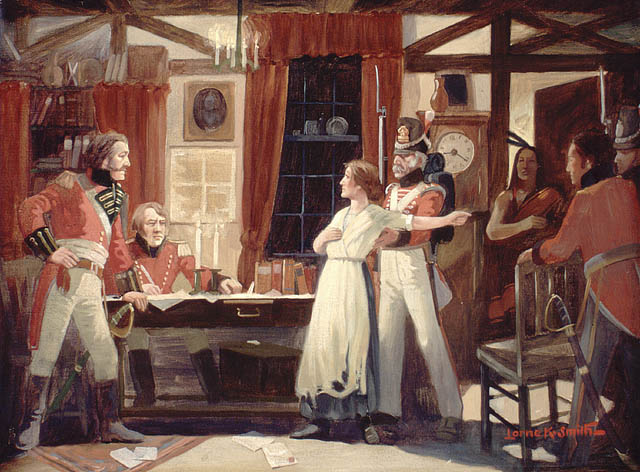
保皇派劳拉·塞科德警告英国人，美国即将对比弗水坝发动袭击

在 1812 年的战争中，上下加拿大再次成为英國和立國不久的美國之間的战场。 战争期间，美国人高估了他们从加拿大殖民者那里获得的支持，因此多次尝试入侵上加拿大，但没有成功。上加拿大（现在的安大略省南部）的大部分定居者人口是最近才抵达殖民地的美国人，其中一些人确实支持入侵部队；但是，其余的定居者人口是由保皇派的后裔或不想加入美国的本地法国殖民者组成的。
美国的第一次入侵发生在 1812 年 10 月，但他们在昆斯顿高地战役中被艾萨克布罗克将军击败。美国人于 1813 年再次入侵，占领了约克堡（今多伦多）。同年，美国人在伊利湖戰役和泰晤士河战役后控制了五大湖，但在下加拿大的戰役卻失利，在那里他们在沙托圭战役中被擊敗。 1814 年，美国人在伦迪巷战役后被赶出上加拿大，尽管他们仍然控制着五大湖并在尚普兰湖战役中击败了英国人。在英属加拿大，此戰役被视为对抗美国入侵的胜利，许多戰士（如艾萨克布罗克和劳拉塞科德）和戰役（尤其是尼亚加拉半岛的战斗）都在當地成為了日後傳頌的英雄事蹟。

## 皮草貿易
几个世纪以来，北美最重要的经济活动之一就是毛皮贸易。此贸易由法國人開創，但随着英国人在北美获得越来越多的领地而逐渐被英国人主导。英国的主要毛皮贸易站所處的位置，後來變成美國國境之內，故此在美國立國後，英国的皮草貿易站被迫向北迁移。 原住民是贸易的核心，因为他们是主要的毛皮捕猎者。原住民亦因而被賦予廣泛的政治发言权，尽管他们被视为下层阶级，但因為他們在皮草貿易中的地位，所以英國無法忽視原住民的權益。美国獨立革命导致英美之间的激烈竞争。而到 1830 年代，欧洲时尚潮流的改變，开始导致毛皮价格急剧下降和最後市场的全面崩溃。毛皮贸易的衰敗，除了對白人造成的经济损失外，许多原住民亦蒙受龐大经济损失以及政治影响力的衰減。

## 木材貿易

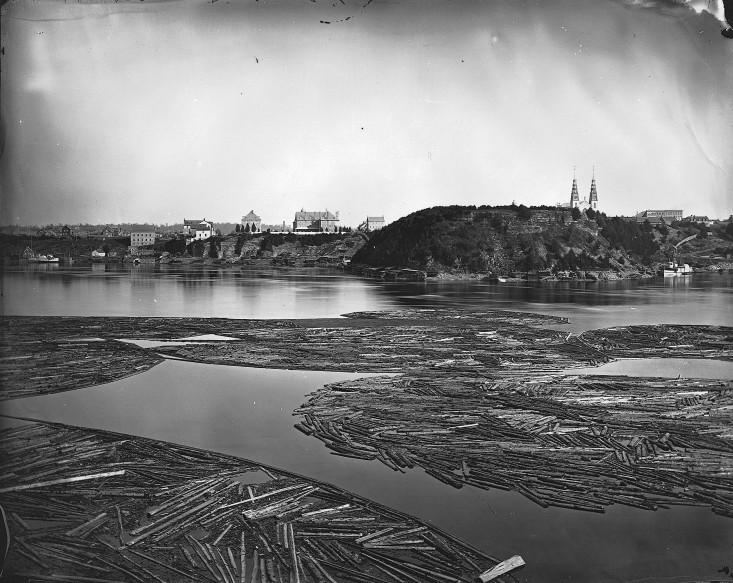
渥太华河上的木材景氣，加拿大，1872 年。

随着毛皮贸易重要性的下降，木材隨之代之成为加拿大最重要的商品。该行业主要集中在三个區域。最先被开发的是圣约翰河流域。新不伦瑞克省的原始林地被砍伐并运往圣约翰，在那里它们被运往英格兰。这个地区很快就跟不上需求，贸易转移到圣劳伦斯河，該地區的原木被运往魁北克城，然后再运往欧洲。在該地區的供應無法滿足需求後，贸易向西扩展，最著名的是渥太华河流域的木材貿易，到 1845 年，该區域提供了从魁北克市运出的木材的四分之三。木材贸易成为一项庞大的业务。在一個夏天，仅魁北克城就有 1200 艘船装载木材。

## “問責政府”和 1837-38 年的叛亂

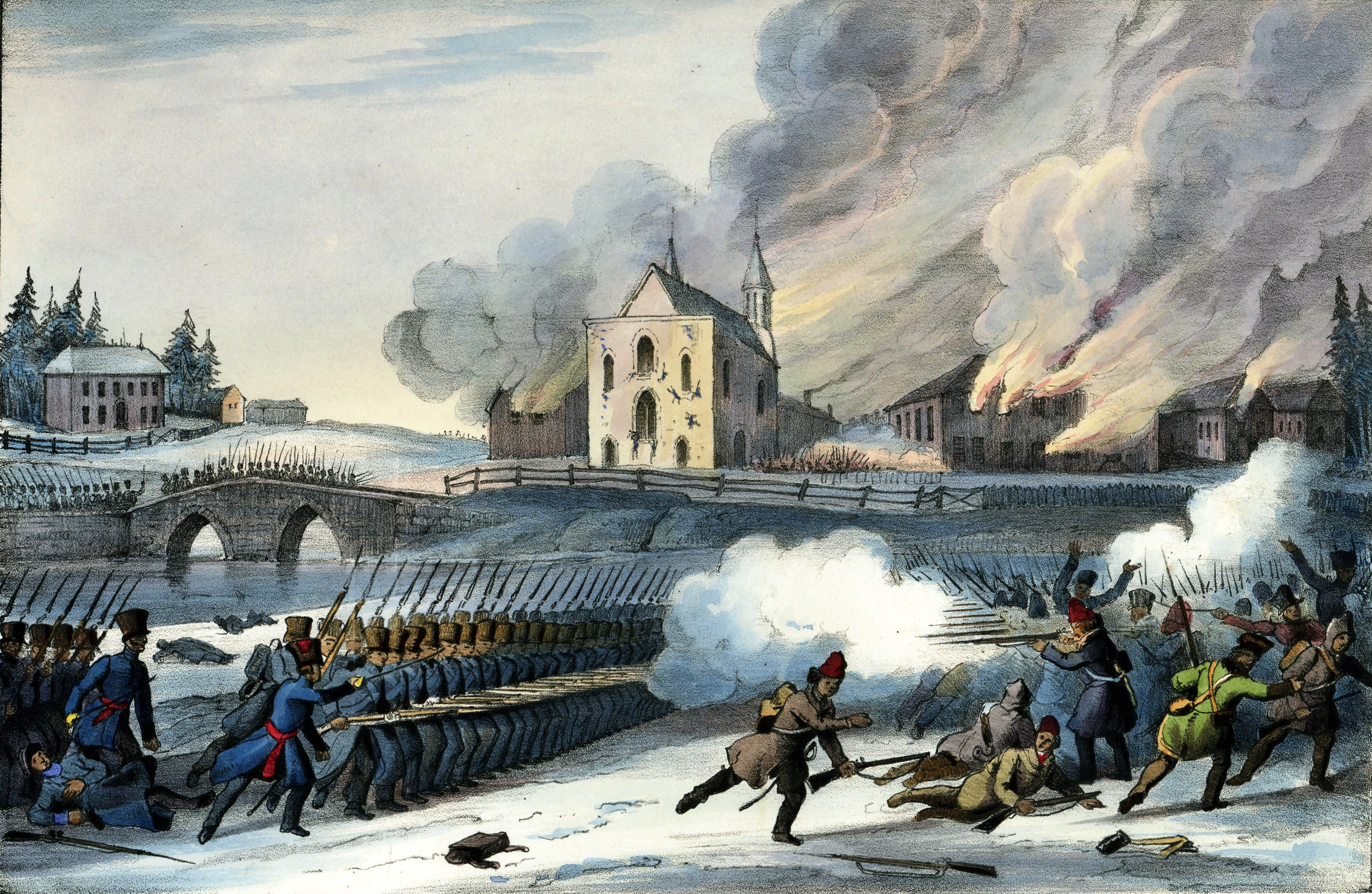
1837 年的帕皮诺叛乱。

在1812 年战争后，19 世纪上半叶，上加拿大和下加拿大的政治改革运动在很大程度上受到美国和法国共和主义的影响。宪法法案规定的殖民地立法机构已被富裕的精英、上加拿大的家族契约和下加拿大的莊園派所控制。温和的改革者，如罗伯特·鲍德温和路易斯-伊波利特·拉方丹，主张建立一种更具代表性的政府形式，他们称之为“問責政府”。
改革者所说的“問責”意味着政府最终将对殖民地人民的意志负责，而不是对伦敦当局负责。 問責政府運動在1846 年至 1850 年间迈出了关键一步。实际上，这意味着每个殖民地的行政局（Executive Council）在立法部门的协助下制定政策。立法机关投票赞成或反对，任命的總督颁布立法机关批准的政策。而舊有做法是總督听取行政局的建议，而立法機關的職能主要是筹集资金。 激进的改革者，如威廉·麦肯齐（ William Lyon Mackenzie）和路易斯·帕皮诺要求平等或完全摆脱英国统治并建立一個共和国。
路易斯·帕皮诺在1815年被選為殖民地議會的議長，而英国政府無視他的改革尝试。1834 年，议会通过了“九十二项决议”，概述了对立法部門的不满。帕皮诺组织杯葛和公民不服从運動，殖民政府非法下令逮捕帕皮诺。革命者诉诸武装抵抗，并在 1837 年秋天策划了下加拿大叛乱。殖民地的英国军队迅速镇压了叛乱，并迫使帕皮诺逃往美国。一年后，罗伯特·纳尔逊 ( Robert Nelson ) 的兄弟会猎手爆发了第二次叛乱，但英国人也能将其镇压，造成大量人员伤亡和财产损失。
威廉·麦肯齐是苏格兰移民，是時的约克（後來的多伦多）的改革派市长，他在革命叛乱开始后，于 1837 年 12 月组织了上加拿大起義。上加拿大人也有类似的不满：他们对殖民地的不民主治理感到恼火，尤其是腐败和低效的上加拿大银行和加拿大公司。 12 月 4 日，革命军在蒙哥马利酒馆附近集结，12 月 7 日，革命軍與英軍交戰，革命軍寡不敌众，在不到一个小时内就被英軍击败，事後麦肯齐出逃美国。
在同年12月，一群爱尔兰移民在爱国者战争中企图武力夺取安大略省西南部。他们在温莎被英國政府军击败。

## 达勒姆勳爵的報告
达勒姆勋爵在 1838 年被任命为加拿大总督。他被指派调查叛乱的原因，並提交《英属北美事务报告》，報告指出問題的本質在於加拿大英裔和法裔居民之间存在敌意，認為“兩國在一國懷抱中交戰”。对于达勒姆来说，法裔加拿大人在文化上是落后的，他相信只有法裔和英裔的加拿大人联合才能让殖民地进步，這能對英國帶來的最大利益。他希望，建立一个政治联盟使法语族群能被英语族群同化，从而一劳永逸地解决法裔加拿大人的民族主义问题。 

## 聯合法案 (1840)
西德纳姆勋爵接替达勒姆勋爵，负责执行达勒姆提出，1840 年 7 月 23 日於英国议会通过，並在 1841 年 2 月 10 日宣布的《1840 年联合法案》中的建議。上加拿大和下加拿大分别成为西加拿大（後來成為安大略省）和東加拿大（後來成為魁北克省）， 尽管下加拿大人口更多，但两者在加拿大省立法议会中均拥有 42 个議席。该省的官方语言变成了英语，法语在议会和法院被明确禁止。

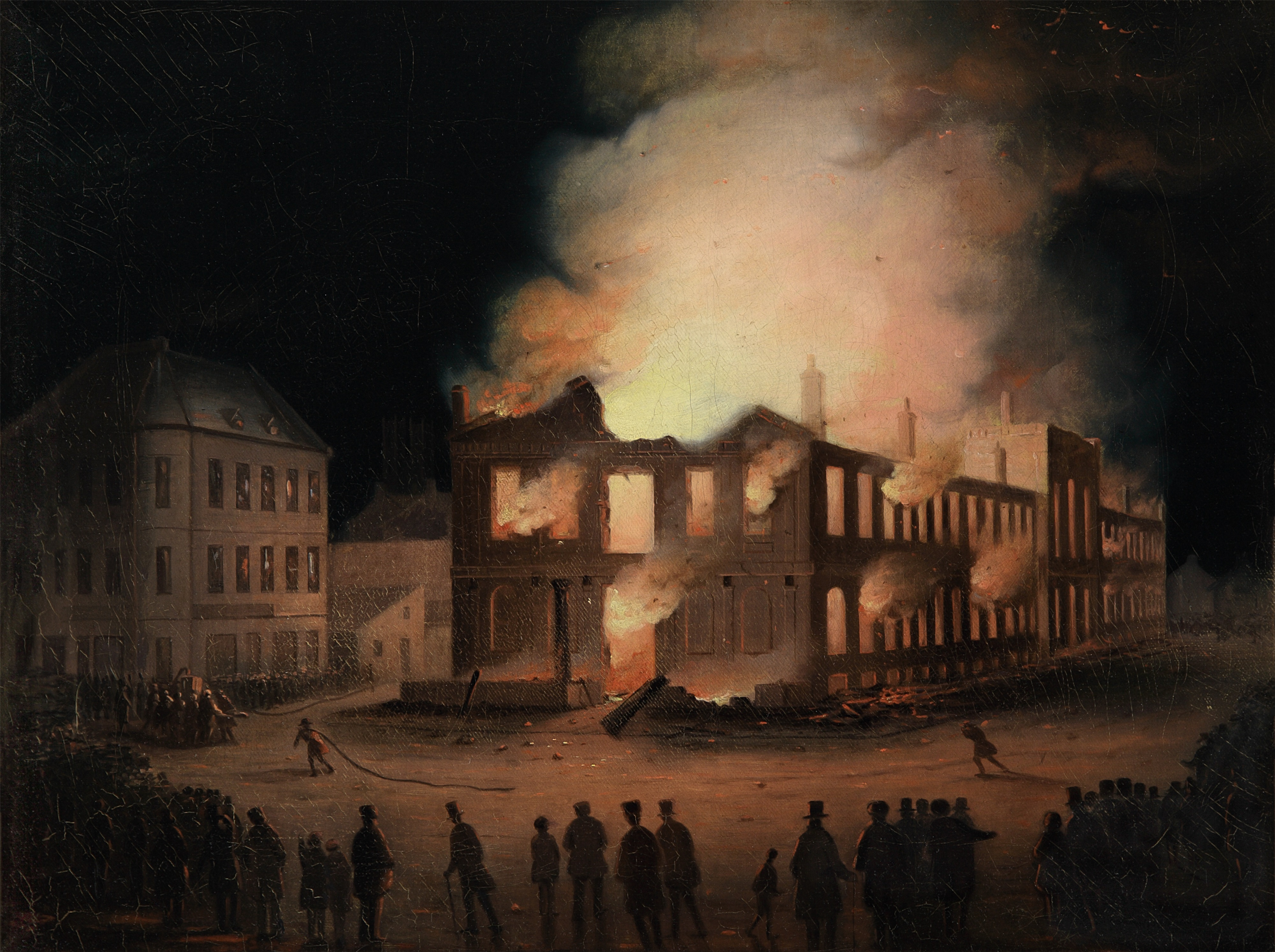
蒙特利尔议会大楼大火 – 1849 年，约瑟夫·莱加雷(Joseph Légaré)，约 1849 年

温和派改革者路易斯-伊波利特·拉方丹和罗伯特·鲍德温与两任总督查尔斯·巴戈特爵士和查尔斯·梅特卡夫爵士进行了斗争，以确保建立所谓的問責政府。梅特卡夫竭力维护王室的特权以及總督对行政和赞助權的控制。尽管如此，他还是不得不做出一些让步以換取支持，其中最引人注目的是说服殖民地部对 1837-38 年的叛乱者给予大赦，并放弃强制英国化法语人口。
拉方丹和鲍德温在议会、法院和其他政府机构中重新将法语作为与英语并列的官方语言。在改革派总督詹姆斯·布鲁斯（額爾金勋爵）的领导下，通过了一项法案，允许前爱国者运动的领导人返回加拿大，帕皮诺因而回國，并在短时间内重新进入加拿大政坛。額爾金勋爵还在 1848 年实施了問責政府的做法，而在幾個月前這項做法已經在新斯科舍殖民地實行。
1849 年，在为在下加拿大叛乱中遭受损失的人们通过赔偿法案后，蒙特利尔的联合加拿大议会被一群托利党人纵火焚烧。
聯合法案的另一項著名成就是 1855 年的美加互惠條約，该条约批准了资源自由贸易。在此段時期，英属北美已经解决了与美国的主要边界争端（参见拉什-巴戈特条约、 1818 年条约、韦伯斯特-阿什伯顿条约、俄勒冈条约），缓解了在 19 世纪上半叶的大部分时间里，美国人威胁要发动战争或进行报复的紧张局势。
1840 年的聯合法案最终没有成功，并导致在 1850 年代和 1860 年代建立更大的政治联盟的呼聲日趨強大。大约 1500 名爱尔兰民族主义者在1866年入侵安大略省但最終被当地民兵击退的瑞基威之役及其他事件加强了对独立的支持。

## 西北海岸的英國殖民地

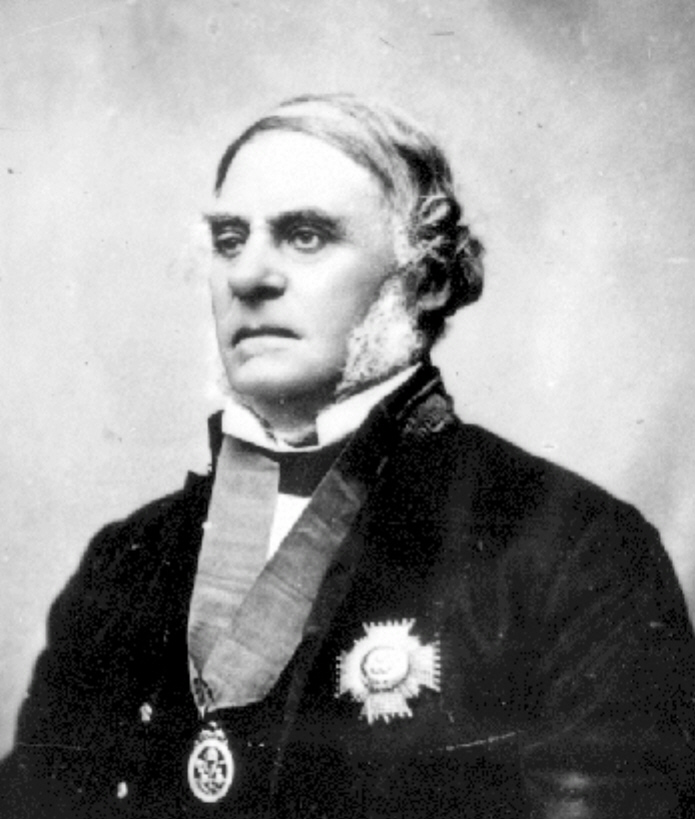
卑詩省和温哥华岛殖民地总督詹姆斯·道格拉斯爵士

尽管西班牙在 1774 年和 1775 年胡安·何塞·佩雷斯·埃尔南德斯 (Juan José Pérez Hernández) 的航行中率先探索了西北太平洋海岸， 但当西班牙人决定在温哥华岛建造堡垒时，英国航海家詹姆斯·库克 (James Cook)他本人曾访问过努特卡湾并绘制了远至阿拉斯加的海岸图， 而英国和美国的商人已开始在海岸定居，以开发与欧洲和亚洲进行贸易的资源。 1793 年，为西北公司工作的苏格兰人亚历山大·麦肯齐 ( Alexander Mackenzie ) 与他的原住民向导、法裔加拿大航海家和另一名苏格兰人一起穿越了大陆，到达了贝拉库拉河 (Bella Coola River) 河口，完成了墨西哥以北的首次穿越整個北美大陆，與乔治·温哥华(George Vancouver) 到该地区的制图探险仅几周时间。俄罗斯、西班牙和英国之间相互竞争的殖民帝国主张因前两个大国与美国之间的条约而变得更加复杂，美国要求吞并现在不列颠哥伦比亚省的大部分地区，而不承认當地许多原住民的權益。
随着 1846 年俄勒冈条约的签署，美国同意沿北纬49 度线与英属北美西部確定北部疆界。 到 1857 年，美国人和英国人对弗雷泽河地区发现金矿的傳言炒作得甚囂塵上。 几乎在一夜之间，约有一至二萬人遷入现在不列颠哥伦比亚省耶鲁附近的地区，引发了弗雷泽峡谷淘金热。詹姆斯·道格拉斯总督突然面临着以英國法律管理大量外来人口的问题。为了使其管辖权正常化，并削弱任何哈德逊湾公司对大陆资源财富的主张，直轄殖民地不列顛哥伦比亚省于 1858 年 8 月 2 日成立。 道格拉斯与温哥华岛上的原住民签署了一些条约，但不承认不列顛哥倫比亞殖民地的其他原住民。 1866年与温哥华岛殖民地合并为温哥华岛和不列颠哥伦比亚联合殖民地。
到 1850 年代中期，加拿大省的政治家们开始考虑向西部扩张。他们质疑哈德逊湾公司对鲁珀特地和北极地区的所有权，并发起了一系列探索，以使他们自己和定居者熟悉该地区的地理和气候。

## 與美國的貿易
1854 年，英属北美总督埃尔金勋爵代表殖民地与美国签署了一项重要的贸易协定。该协议持续了十年，直到美国政府于 1865 年将其废除。

## 建立聯邦

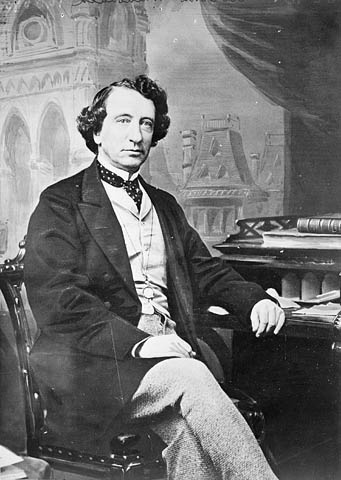
约翰·A·麦克唐纳 (John A. Macdonald) 成为加拿大第一任总理。

1840 年后，要對加拿大联合省實行有效治理，需要仔细平衡法语和英语人口、以及天主教徒和新教徒之间的利益。约翰·A·麦克唐纳 (John A. Macdonald ) 在 1850 年代脱颖而出，成为能够完成这项任务的政治家。作为一名政治保守派，麦克唐纳与强大的法裔加拿大人藍黨的领导人乔治-埃蒂安·卡蒂埃 ( George-Étienne Cartier ) 以及更为尖锐的改革派英裔加拿大人和反法人“Grits”的乔治·布朗建立了政治关系和联盟。 麦克唐纳开始意识到，最可能確保加拿大獨立，不併入美国的方式，是将自己改革成一个联邦。
1864 年，来自加拿大的代表团前往夏洛特敦参加由海洋省份代表举行的会议，会议的目的是讨论新斯科舍省、新不伦瑞克省和爱德华王子岛的联邦问题。 这次会议之后在魁北克市召开了后续会议。 1864 年的魁北克会议的七十二项决议為北美的英国殖民地联合成一个联邦制定了框架。它们被加拿大大部分省份采纳，并成为 1866 年伦敦会议的基础，该会议导致 1867 年 7 月 1 日加拿大自治领成立。
联邦的产生因著以下的因素：
1. 英国人希望加拿大能夠自衛；
2. 海洋省份需要铁路连接；
3. 英加民族主义试图将这片土地统一为一个国家，以英语和英国文化为主导；
4. 许多法裔加拿大人看到了在以法语为主的新魁北克内施加政治控制的机会； [40]
5. 人们担心美国内战结束后美国可能会向北扩张。

在政治层面上，希望擴大問責政府并消除上加拿大和下加拿大之间的立法僵局，并以联邦中的省级立法机构取而代之。上加拿大的自由改革运动和下加拿大的法裔加拿大紅黨尤其推动了这一点，与上加拿大保守党和某种程度上赞成中央集权联盟的法裔加拿大藍黨相比，他们赞成分散的工会。 甚至维多利亚女王也表示支持，并指出“……我们靠自身能力不可能保存加拿大，但我们必须为之奋斗；到目前为止，最好的解决办法是让它成为英国王子统治下的独立王国。” 最后，加拿大成为英国王室统治下的一个自治领。这是一个全新的开始，但未受到普遍欢迎。虽然一些人设想英属北美殖民地联合会是一种共同前进的方式，但新魁北克省的一份报纸La Minerve支持该联合会，因为它提供了提供给我们实现政治独立的唯一途径（“ la seule voie qui nous soit offerte pour arriver à l'indépendance politique”）。 在新斯科舍省的哈利法克斯，对联邦的态度发生了明显的变化， 《纪事晨报》在其 1867 年 7 月 1 日版的头版宣布了“自由和开明的新斯科舍省”的死亡。 